# Xaver Hoffmann
Xaver Hoffmann (Garmisch-Partenkirchen, 22 novembre 1974) è un ex snowboarder tedesco.

## Biografia
Specializzato nell'halfpipe e attivo dal novembre 1997, Hoffmann ha debuttato in Coppa del Mondo il 15 novembre dello stesso anno, giungendo 5º a Tignes. Dieci giorni dopo ha ottenuto il suo primo podio, nonché la sua prima vittoria, imponendosi a Hintertux. Nella stagione 2002-2003 si è aggiudicato la Coppa del Mondo di halfpipe.
In carriera ha preso parte a tre rassegne olimpiche e a quattro iridate.

## Palmarès

### Coppa del Mondo
- Vincitore della Coppa del Mondo di halfpipe nel 2003
- Miglior piazzamento nella Coppa del Mondo generale di freestyle: 10º nel 2006
- 13 podi:
  - 4 vittorie
  - 5 secondi posti
  - 4 terzi posti

#### Coppa del Mondo - vittorie
| Data              | Luogo           | Paese    | Disciplina |
| ----------------- | --------------- | -------- | ---------- |
| 25 novembre 1997  | Hintertux       | Austria  | HP         |
| 2 marzo 2003      | Sapporo         | Giappone | HP         |
| 8 marzo 2003      | Serre Chevalier | Francia  | HP         |
| 14 settembre 2005 | Valle Nevado    | Cile     | HP         |

Legenda:

HP = Halfpipe